# Nosferatu (альбом)
«Nosferatu» — одиннадцатый альбом немецкой группы Popol Vuh, изначально изданный в 1978 году как саундтрек фильма «Носферату: призрак ночи» режиссёра Вернера Херцога.
Объективно говоря, альбом не является саундтреком в полном смысле этого слова. С одной стороны, не все треки с альбома звучат в фильме, а с другой стороны, в фильме есть материал, в частности, фрагменты из произведений Вагнера и Гуно, которых нет на альбоме.
Переиздание альбома 2004 года содержит слегка изменённый список треков и добавление четырёх треков, ранее изданных на альбоме Popol Vuh Brüder des Schattens - Söhne des Lichts.

## Характеристика
Саундтреки Флориана Фрике всегда добавляли ощутимую глубину фильмам Вернера Херцога, и это особенно верно в отношении его записей для «Носферату: призрак ночи». Первоначально Херцог использовал в фильме две композиции с альбома Brüder des Schattens - Söhne des Lichts, но затем попросил Фрике написать дополнительный материал, передающий чувства страха и ужаса. В ответ Фрике извлек из архива несколько своих неиспользованных работ, которые и составили основу альбома. Много звучащая в фильме композиция «Brüder des Schattens, Söhne des Lichts» (Братья тени, сыны света) движется от призрачного хорового начала к легкому, почти пасторальному финалу с фортепиано, гитарой и ситаром, передающему контрастную динамику названия. Это более светлое, всеобъемлющее настроение откликается на нескольких треках с более выраженным восточным влиянием, в частности, на «Through Pain to Heaven». Более мрачные композиции, такие как «Mantra 2», сочетающие хоральные голоса и акустические гулы в траурном, слегка угрожающем стиле, более очевидно резонируют с готической эстетикой фильма. Среди мрачных треков наиболее впечатляющие отдают дань ранним экспериментам с электронными саундтреками, например «Die Nacht der Himmel» со зловещим звучанием терменвокса и в высшей степени жуткая «Der Ruf der Rohrflöte». В целом это очень гармоничный и целостный альбом, содержащий много исключительно сильного и памятного материала.

## Список композиций
1. «Mantra» — 6:14
2. «Morning Sun Rays» — 3:20
3. «Venus Principle» — 4:39
4. «Mantra II» — 5:22
5. «On the Way» — 4:49
6. «Through Pains To Heaven II» — 3:42
7. «To a Little Way» — 3:37
8. «Zwiesprache der Rohrflöte mit der Sängerin» — 3:42
9. «Die Nacht der Himmel» — 4:08
10. «Der Ruf der Rohrflöte» — 3:21
Список треков на переиздании 2004 года

1. «Brüder des Schattens» — 5:43
2. «Höre, Der du Wagst» — 6:00
3. «Das Schloss des Irrtums» — 5:37
4. «Die Umkehr» — 5:58
5. "Mantra 1’ — 6:15
6. «Morning Sun» — 3:21
7. «Venus Principle» — 4:41
8. «Mantra 2» — 5:22
9. «Die Nacht Der Himmel» — 5:03
10. «Der Ruf Der Rohrflöte» — 3:39
11. «To a Little Way» — 2:34
12. «Through Pain to Heaven» — 3:47
13. «On the Way» — 4:05
14. «Zwiesprache Der Rohrflöte» — 3:22

## Состав музыкантов
Флориан Фрике — фортепиано, синтезатор Муга
Даниель Фихелшер — электрогитара, акустическая гитара, перкуссия
Приглашённые музыканты
Роберт Элиску — гобой
Алоиз Громер — ситар
Тед де Йонг — танпура
Мюнхенский церковный хор